# Liga Marxista-Leninista de Tigray
La Liga Marxista-Leninista de Tigray fue un partido comunista de Etiopía de tendencia pro-albanesa, que tuvo un papel principal en el Frente de Liberación Popular de Tigray (FLPT) en la década de 1980. La mayoría de los líderes de FPLT tenían doble membresía en el LMLT, incluido Meles Zenawi, primer ministro de la República Democrática Federal de Etiopía desde 1995 hasta su muerte en 2012.
Según un artículo de 1986 en la publicación de la Liga, La Voz del Pueblo, El LMLT se estableció por primera vez en 1983 como una "organización previa al partido" llamada Organización de Elementos de Vanguardia. Esta agrupación se convertiría en el LMLT en 1985 para servir como un "partido de vanguardia para el FLPT". Según Aregawi Berhe, el LMLT celebró su primer congreso el 25 de julio de 1985 en la garganta del río Wari.
Como defensores del marxismo-leninismo se aliaron con la República Popular de Albania de Enver Hoxha, el LMLT vio sus objetivos como difundir el marxismo-leninismo en todo el mundo y "participar en una lucha amarga contra todas las marcas del revisionismo", como el jruschovismo, el titoísmo, el trotskismo, el eurocomunismo y el maoísmo.
El surgimiento del LMLT creó algunas divisiones con el Frente Popular de Liberación de Eritrea (FPLE) con el cual el FLPT se alió contra el Derg etíope respaldado por los soviéticos. El LMLT tomó una línea mucho más dura sobre el papel de la URSS en el mundo, que junto con la República Popular de Albania lo consideraban socialimperialista y enemigo de los oprimidos del mundo. El FPLE mantuvo una línea más flexible viendo el apoyo soviético a Derg como un error táctico de su parte y evitó cualquier denuncia pública a la Unión Soviética.
Con la llegada al poder del FLPT en 1991 y la caída de la República Popular de Albania, el FLPT renegó del marxismo-leninismo. La dirección del FLPT afirma que el LMLT se disolvió cuando el Partido Revolucionario del Pueblo Etíope, respaldado por FLPT, tomó el poder después del colapso del Derg en 1991.
Si bien muchos líderes actuales del FLPT minimizan la influencia del LMLT en el FLPT, es claro que jugó un papel de liderazgo importante en el FLPT durante la mayor parte de su existencia. Algunos estudiosos (como Kahsay Berhe) creen que el LMLT jugó un papel en la eliminación de los fundadores de FLPT, Giday Zera Tsion y Aregawi Berhe a fines de julio de 1985.